# Apiomorpha duplex
Apiomorpha duplex är en insektsart som först beskrevs av Schrader 1863.  Apiomorpha duplex ingår i släktet Apiomorpha och familjen filtsköldlöss. Inga underarter finns listade i Catalogue of Life.